# Franse parlementsverkiezingen 1906
Op 6 en 20 mei 1906 werden er in Frankrijk parlementsverkiezingen gehouden. De verkiezingen werden gewonnen door de Parti Radical-Socialiste (Radicaal-Socialistische Partij), een links-liberale partij. Het was de eerste keer de PRS de grootste partij in de Kamer van Afgevaardigden (Chambre des Députés) (+28 ten opzichte van de parlementsverkiezingen van 1902). De verkiezingsoverwinning van de PRS resulteerde in de vorming van een radicaal-socialistisch kabinet onder Georges Clemenceau (oktober 1909).
De socialisten, sinds 1905 verenigd in de Section Française de l'Internationale Ouvrière (Franse Sectie van de Arbeiders Internationale), boekten een kleine winst ten opzichte van 1902 (+11).

## Uitslag

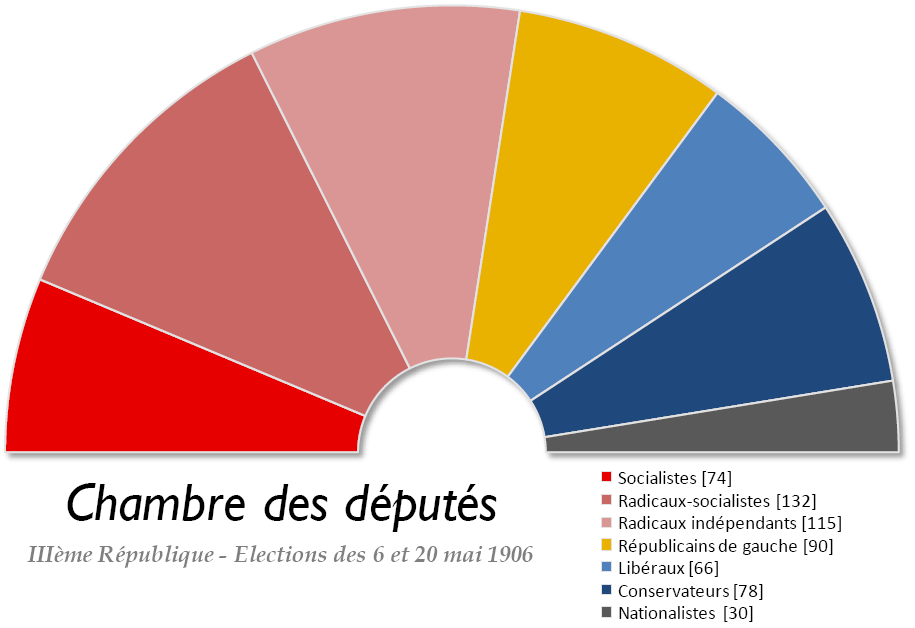
Verkiezingsuitslag

| Partij                                        | stemmen   | zetels | %      |
| --------------------------------------------- | --------- | ------ | ------ |
| Radicaal-Socialistische Partij                | 2.514.508 | 132    | 28,53% |
| Liberale Volksactie                           | 1.864.557 | 78     | 21,16% |
| Republikeinse Federatie                       | 1.238.048 | 66     | 14,04% |
| Franse Sectie van de Arbeiders Internationale | 877.221   | 54     | 9,95%  |
| Nationalistische Republikeinen                | 717.137   | 30     | 8,14%  |
| Republikeinse Democratische Alliantie         | 703.912   | 90     | 7,99%  |
| Onafhankelijke Radicalen                      | 692.029   | 115    | 7,85%  |
| Onafhankelijk Socialistische Partij           | 205.081   | 20     | 2,33%  |